# 29837 Savage
A 29837 Savage (ideiglenes jelöléssel 1999 FP5) a Naprendszer kisbolygóövében található aszteroida. Paul G. Comba fedezte fel 1999. március 21-én.
A kisbolygót Leonard Jimmie Savage (1917–1971) amerikai matematikusról és statisztikusról nevezték el.